# Zeami Motokiyo
Zeami Motokiyo (世阿弥 元清 (Thế A Mi Nguyên Thanh) Zeami Motokiyo, sinh 1363 - mất 8 tháng 8 (tức 1 tháng 9) năm 1443), cũng được gọi là Kanze Motokiyo (観世 元清 (Quan Thế Nguyên Thanh) Kanze Motokiyo),  là một triết gia, diễn viên, nhà viết kịch Nhật Bản.

## Hoạt động
Zeami được đào tạo bởi người cha, Kan'ami, cũng là một diễn viên. Họ thành lập nhà hát kịch Nō.